# Carlos Henrique Robertson Liberalli
Carlos Henrique Robertson Liberalli (Rio de Janeiro, 13 de setembro de 1909 – 26 de setembro de 1970) foi um farmacêutico brasileiro.
Obteve um doutorado em farmácia pela Universidade de São Paulo em 1946. Foi eleito membro da Academia Nacional de Medicina em 1964, sucedendo Carlos Benjamin da Silva Araujo na Cadeira 95, que tem Joaquim Monteiro Caminhoá como patrono.